# Louis C. Wyman
Louis C. Wyman (Manchester, 1917. március 16. – West Palm Beach, 2002. május 5.) az Amerikai Egyesült Államok szenátora (New Hampshire, 1974-1975).